# Vihmjärv
Vihmjärv (est. Vihmjärv, Tarupedäjä, Kolski järv) – jezioro w Estonii, w prowincji Valgamaa, w gminie Karula. Położone jest na południe od wsi Rebasemõisa. Ma powierzchnię 2,4 ha linię brzegową o długości 613 m, długość 225 m i szerokość 170 m. Sąsiaduje z jeziorami Ähijärv, Ahnõjärv, Pautsjärv, Kuikli, Suur-Apja. Położone jest na terenie Parku Narodowego Karula.